# Giovanni Paolo Gamba Zampol
Giovanni Paolo Gamba, detto "Zampol" (Bragarezza, 14 marzo 1723 – Forno di Zoldo, 10 febbraio 1802) è stato uno scultore e intagliatore italiano.

## Biografia
A lungo considerato di umili origini, studi più recenti hanno dimostrato che proveniva da una famiglia di buona condizione economica e sociale. Figlio di Francesco e di Caterina Panciera, ebbe come padrino di battesimo Bortolo Jacopo Prà, esponente di una facoltosa casata di notai. Questo prestigio è testimoniato anche in occasione della sua morte: i funerali e l'inumazione furono presiedute personalmente dall'arciprete di Zoldo, affiancato da vari altri sacerdoti.
Non ci resta alcuna notizia circa la sua formazione. Le prime opere pervenuteci si collocano attorno al 1760, quando aveva già circa trentasette anni: si tratta del pulpito, del sottostante rivestimento parietale e dei sedili del coro dell'arcipretale di San Floriano di Zoldo. Da questi lavori, che dimostrano un'esecuzione esperta oltre che molto personale, non è facile individuare delle influenze specifiche; in particolare, non è possibile associarlo - come hanno fatto molti - al conterraneo Andrea Brustolon, visto che appartiene alla generazione di scultori successiva, aderente al rococò. Probabili, d'altro canto, alcuni soggiorni a Venezia, dove poteva appoggiarsi ai molti compaesani emigrati: qui avrebbe potuto consultare la produzione artistica lagunare, oltre che stampe e disegni, da cui sviluppò uno stile colto e originale.
Altri due pulpiti si trovano nella chiesa di Santa Giustina di Auronzo di Cadore e nella parrocchiale di Ampezzo, in Carnia. Realizzò inoltre l'altare maggiore e un tabernacolo per la chiesa di Fornesighe, l'altare maggiore della chiesa di San Rocco a Gavaz, l'altare di San Rocco nella chiesa di Bragarezza, la statua della Madonna de Aost a Forno e una Vergine col Bambino per la chiesa di Fusine. Nel 1777 restaurò una statua della Vergine per la chiesa di San Francesco a Forno di Zoldo.
Di lui non si hanno più notizie a partire dal 1770, quando si trasferì a Susegana per lavorare presso i conti di Collalto.